# Richter Gedeon Nyrt.
Richter Gedeon Nyrt. est une entreprise hongroise de l'industrie pharmaceutique, établie par Gedeon Richter en 1901. Elle produit des médicaments pour soigner les maladies intestinales, cardiovasculaires, biosimilaires, liées au système nerveux ainsi que des produits contraceptifs. Elle commercialise ses produits en Hongrie, mais aussi exporte entre autres dans les pays de l'ex république soviétique, les pays Baltes, la Pologne, les États-Unis, l'Ukraine, la République tchèque, l'Allemagne, la Slovaquie, la Roumanie et le Viêt Nam.